# Luis de Medina Abascal
Luis Ramón de Medina Abascal (Sevilla, 31 d'agost de 1980) és un aristòcrata i empresari espanyol.

## Trajectòria
Fill de Rafael de Medina y Fernández de Córdoba, XIX duc de Feria, i de la model Naty Abascal, és el menor dels dos fills del matrimoni. Va estudiar en un col·legi privat de la localitat de Dos Hermanas, a prop de Sevilla, i va passar després per un internat jesuïta a Villafranca de los Barros (província de Badajoz), pel Regne Unit, The Kiski School a Pennsilvània (Estats Units), un col·legi agustí a El Escorial per, finalment, abandonar els estudis en complir els 18 anys i aprovar el COU en un col·legi privat americà de Sevilla.
Convertit en relacions públiques a l'àmbit de la moda i l'alta costura, gràcies a la influència i contactes de la seva mare, el 2015 va exercir per uns mesos com a ambaixador de la marca italiana Dolce & Gabbana. Com a empresari, consta al Registre Mercantil com a administrador únic o soci únic d'empreses amb objectes socials diversos, com consultoria, compravenda de valors o intermediació comercial.

### Cas Mascaretes
L'abril del 2022, es va revelar que la Fiscalia Anticorrupció espanyola l'investigava, juntament amb Alberto Luceño Cerón, pel cobrament de comissions valorades en 6 milions d'euros pel subministrament d'1 milió de mascaretes FFP2 i 250.000 tests d'antígens a l'Ajuntament de Madrid, que va abonar 11 milions d'euros per aquestes compres el març del 2020, en el context de la primera onada de la pandèmia de COVID-19 a Espanya. Medina hauria rebut un milió, i Luceño la resta, per la intermediació en la compra d'aquests materials amb una companyia de Malàisia, anomenada Leno, per a l'empresa funerària pública i municipal de Madrid. La Fiscalia va percebre indicis de falsedat documental, delicte fiscal i blanqueig de capitals en l'actuació d'ambdós. Així mateix, el titular del jutjat d'instrucció número 47 de Madrid, Adolfo Carretero, va ordenar l'embargament dels seus béns de luxe, com ara el iot de luxe amb què s'havia gastat el milió d'euros de la comissió. L'embarcació es va matricular a Gibraltar, a través d'una societat mercantil creada amb aquesta intenció a mitges amb el seu germà Rafael de Medina.